# براندان ماكدونو
براندان ماكدونو (بالإنجليزية: Brendan McDonough)‏ هو لاعب كرة قدم أمريكي في مركز الدفاع، ولد في 27 ديسمبر 1996 في أتلانتا في الولايات المتحدة. لعب مع شارلوت إندبنتنس وفانكوفر وايتكابس.

## وصلات خارجية
- براندان ماكدونو على موقع الدوري الأمريكي (الإنجليزية)
- براندان ماكدونو على موقع قاعدة بيانات كرة القدم.إي يو (الإنجليزية)